# Finale del campionato NFL 1945
La finale del campionato NFL 1945 è stata la 13ª del campionato della NFL. La gara si disputò tra i Cleveland Rams e i Washington Redskins. Questa fu l'ultima gara dei Rams prima del loro trasferimento a Los Angeles, California. La safety che diede il margine di vittoria ai Rams diede in seguito luogo a un significativo cambiamento delle regole del football americano. Questa fu inoltre, all'epoca, la gara di football disputata alla temperatura minore: -22 °C.

## Marcature
Primo quarto
- CLE – Safety su passaggio di Baugh che ha colpito il palo per la trasformazione dei field goal risultando in un incompleto. CLE 2–0

Secondo quarto
- WAS – Bagarus su passaggio da 38 yard di Filchock (extra point trasformato da Aguirre). WAS 7–2
- CLE – Benton su passaggio da 37 yard di Waterfield (extra point trasformato da Waterfield). CLE 9–7

Terzo quarto
- CLE – Gillette su passaggio da 44 yard di Waterfield (extra point fallito). CLE 15–7
- WAS – Seymour su passaggio da 8 yard di Filchock (extra point trasformato da Aguirre). CLE 15–14

Quarto quarto
Nessuna